# 機械表避震器
機械表避震器是機械表中保護擺輪的一種裝置，為的是防止手錶從高處跌落產生的衝擊力損壞脆弱的擺輪和擺輪轴尖。

## 作用及工作原理
機械表避震器就是吸收衝擊帶來的能量。憑藉避震器的托钻与底座以及避震弹簧的相互配合，盡可能的保護擺輪。其關鍵的結構在於避震器底座和托鉆之间存在著45度的斜面，它們之間可以产生滑动位移，当托鉆沿防震器座斜面移动时，防震弹簧被迫隆起变形，因此吸收了来自摆轴的冲击能量。
除了起避震的作用外，避震器还有保油的作用，在托鉆和避震盖眼之间，要加适量的手錶潤滑油。

## 常見種類

### 三角避震器
三角避震器是最廉價的一種避震器，其避震彈簧在避震底座上有三個支點。

### 因加百禄避震器
因加百禄避震器是較為高級的一種避震器，其彈簧成馬蹄形狀，常見於瑞士制的機械腕錶。

### Kif避震器
Kif避震器是最高級的手錶避震器之一，有基弗防震器公司供應給手錶製造廠商。
KIF性能優越，尤其是對微弱衝擊，憑藉其單稜角，緩和了漸進的衝撞，而且防震簧替換簡便，三個支撐點平衡了壓力，使擺軸能夠回到最佳中心位。

### Nivachoc避震器
Swatch集團旗下的寶璣於2006年發布Nivachoc避震器，由於那個彈簧片如同兩個英文字母「T」的組合，所以也有人稱這種避震器為「雙T避震器」，
這種避震器可以更好的減少擺輪軸尖的位移，同時還可以大幅度降低給手錶朝下的衝擊力，現在歐米茄OMEGA、浪琴LONGINES、雷達（RADO）等品牌都有裝配這種避震器。

### Paraflex避震器
Paraflex，特別是彈簧金屬片經過力學計算，結構較Incabloc與KIF複雜不少，首款運用於勞力士7040機芯。
根據官方資料，Paraflex較KIF增加了50%的抗震能力，能有效增加機芯耐用度。